# L'eau des collines
L'eau des collines is een Franstalig boek uit 1964 dat werd geschreven door de Franse schrijver Marcel Pagnol.
Het boek bestaat uit twee delen: Jean de Florette en Manon des sources. Beide delen werden verfilmd in 1986 door Claude Berri.